# تلمبه عشایری چاه مینش
تلمبه عشایری چاه مینش یک منطقهٔ مسکونی در ایران است که در دهستان نجف‌آباد (سیرجان) واقع شده‌است.